# Tory Lanez

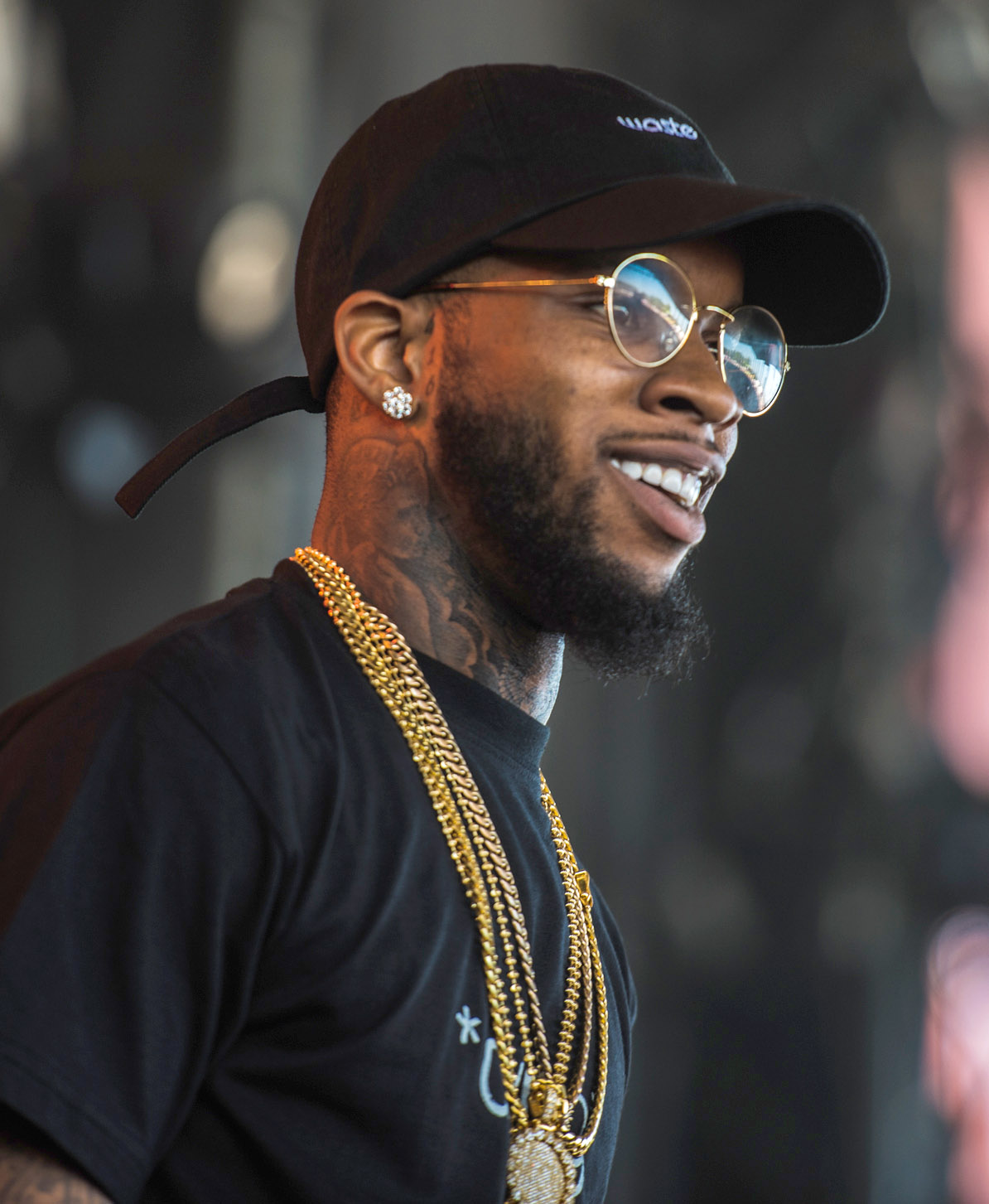
Tory Lanez (2016)

Tory Lanez (* 27. Juli 1992 in Toronto, Ontario; bürgerlich Daystar Peterson) ist ein kanadischer Rapper und Sänger. Größere Bekanntheit erlangte er erstmals durch sein Mixtape Lost Cause (2014) und die Singles Say It und Luv, die Platz 23 und 19 in den Billboard Hot 100 erreichten.

## Kindheit und Jugend
Daystar Peterson wurde am 27. Juli 1992 in der kanadischen Metropole Toronto als Sohn karibischer Eltern geboren. Sein Vater stammt aus Barbados, seine aufgrund einer seltenen Krankheit früh verstorbene Mutter kam von der niederländischen Insel Curaçao. Die Familie lebte eine Zeit lang in Montreal, zogen jedoch später nach Miami im US-Bundesstaat Florida. Nach dem Tod der Mutter fing der Vater an als Pfarrer und Missionar zu arbeiten, was dazu führte, dass sie oft innerhalb der Vereinigten Staaten umgezogen sind. Später heiratete der Vater eine andere Frau und zogen nach Atlanta, Georgia. Den Spitznamen Lanez gab ihm sein Freund und Hausmeister Hakeem, den er durch den Umzug kennengelernt hat.
Während der Schulzeit arbeitete und feilte Daystar an seinen musikalischen Leistungen. 2006 wurde er zu seinem älteren Bruder geschickt, da er ein respektloses Verhalten vorzuweisen hatte. Später zog Daystar zusammen mit der Großmutter zurück zu seiner Geburtsstadt Toronto. Sie weigerte sich jedoch, Verantwortung für ihn zu übernehmen, was dazu führte, dass er im Alter von 15 Jahren oft alleine war. „Ich war mit diesen drei Typen, die ich nicht wirklich kannte. Ich kam in das Haus und verstand nicht so genau, wie alles abläuft. Von 15 bis ungefähr 18 habe ich gekämpft. Jeder war auf sich alleine gestellt. Das war das, was mich zum Mann gemacht hat – sich selbst zu verteidigen und in einer Situation zu sein, wo es keinen Vater, keine Großmutter und keine Mutter gab. Es hat die Person verändert, die ich heute bin“, so Daystar. Im Alter von 16 Jahren flog er aus der Schule. Nach der Schulentlassung spielte er Songs bei Outdoor-Konzerten. Mit 16 Jahren fing er an zu singen und fand Interesse daran, hatte jedoch nie Gesangsunterricht. Inspiriert wurde Daystar von Künstlern wie Brandy Norwood und R. Kelly.
Am 19. August 2016 erschien sein Debütalbum I Told You.
Auf Instagram gab Lanez im Januar 2018 bekannt, dass sein zweites Studioalbum Memories Don’t Die am 2. März erscheinen wird. Zuvor erschienen Auskopplungen wie Shooters und Real Thing.

## Verurteilung wegen Körperverletzung
Im Juli 2020 kam es in Los Angeles zu einem folgenschweren Konflikt zwischen Peterson und der US-Rapperin Megan Thee Stallion, bürgerlich Megan Pete. Die beiden kehrten in den frühen Morgenstunden in einem SUV von einer Party bei Kylie Jenner zurück. In Folge eines Streits verließ Pete den Wagen und wurde von hinten in die Füße geschossen. Nachdem sie zunächst ausgesagt hatte, auf Glas getreten zu sein, gab sie einige Wochen später bekannt, Schussverletzungen erlitten zu haben, und beschuldigte schließlich Daystar Peterson als den Schützen. Als Gründe für ihre anfängliche Falschaussage nannte Pete die Angst vor Polizeigewalt und davor, als „Verräterin“ zu gelten.
Peterson wies die Vorwürfe zurück und reagierte darauf in seiner Musik („We both know what happened that night and what I did/But it ain’t what they sayin’“ und „If you got shot from behind, how can you identify me?“). Während seine Anhänger Megan Thee Stallion in den sozialen Medien verspotteten oder gar bedrohten, ergriffen auch Rapper wie 50 Cent und Joe Budden für den mutmaßlichen Täter Partei. Das Opfer wehrte sich unterdessen mit dem Diss-Track Shots Fired.
Im Dezember 2022 fand der medial breit rezipierte Konflikt in einem Gerichtsprozess ein Ende. Pete bekräftigte ihre Anschuldigungen und gab an, der Täter habe sie während der Schüsse aufgefordert, zu tanzen und sexistisch beleidigt. Als Beweise legte sie Textnachrichten einer anwesenden Bekannten an Petersons Bodyguard („Help“ und „Tory shot Meg“) sowie eine persönliche Entschuldigung Petersons für die Geschehnisse jener Nacht vor. Zeugen sagten aus, den Rapper rund um den Tatzeitpunkt mit einer Waffe gesehen zu haben. Megan Pete bekannte, durch den Vorfall nicht nur körperliche, sondern auch seelische und berufliche Schäden erlitten zu haben. Die Verteidigung des Rappers versuchte, die Tat als Eifersuchtsdrama darzustellen und behauptete, Petes und Petersons Bekannte hätte die Schüsse abgegeben, nachdem sie von einer sexuellen Beziehung der beiden erfahren hatte. Dass auf dem Magazin der Tatwaffe keine DNA-Spuren Petersons gefunden werden konnten und das Opfer ihn nicht beim Abfeuern der Schüsse gesehen hatte, legte sein Anwalt als Argumente für die Unschuld seines Mandanten aus.
Am 23. Dezember 2022 befand eine Jury Daystar Peterson in drei Anklagepunkten für schuldig: Körperverletzung mit einer halbautomatischen Handfeuerwaffe, Führen einer geladenen, unregistrierten Waffe in einem Fahrzeug und grob fahrlässiges Abfeuern einer Waffe. Ihm drohten mehr als 20 Jahre Haft und die Abschiebung in sein Heimatland Kanada. Im August 2023 wurde er zu einer Freiheitsstrafe von 10 Jahren verurteilt. Sein Rechtsanwalt plant, in Berufung zu gehen.

## Diskografie
Studioalben

| Jahr | Titel Musiklabel                            | Höchstplatzierung, Gesamtwochen, AuszeichnungChartplatzierungen (Jahr, Titel, Musiklabel, Platzierungen, Wochen, Auszeichnungen, Anmerkungen) | Höchstplatzierung, Gesamtwochen, AuszeichnungChartplatzierungen (Jahr, Titel, Musiklabel, Platzierungen, Wochen, Auszeichnungen, Anmerkungen) | Höchstplatzierung, Gesamtwochen, AuszeichnungChartplatzierungen (Jahr, Titel, Musiklabel, Platzierungen, Wochen, Auszeichnungen, Anmerkungen) | Höchstplatzierung, Gesamtwochen, AuszeichnungChartplatzierungen (Jahr, Titel, Musiklabel, Platzierungen, Wochen, Auszeichnungen, Anmerkungen) | Höchstplatzierung, Gesamtwochen, AuszeichnungChartplatzierungen (Jahr, Titel, Musiklabel, Platzierungen, Wochen, Auszeichnungen, Anmerkungen) | Höchstplatzierung, Gesamtwochen, AuszeichnungChartplatzierungen (Jahr, Titel, Musiklabel, Platzierungen, Wochen, Auszeichnungen, Anmerkungen) | Anmerkungen                              |
| Jahr | Titel Musiklabel                            | DE | AT | CH | UK | US | CA | Anmerkungen                              |
| ---- | ------------------------------------------- | --- | --- | --- | --- | --- | --- | ---------------------------------------- |
| 2016 | I Told You Interscope Records (UMG)         | — | — | CH36 (1 Wo.)CH | UK18 (2 Wo.)UK | US4 Gold · (23 Wo.)US | CA5 (15 Wo.)CA | Erstveröffentlichung: 19. August 2016    |
| 2018 | Memories Don’t Die Interscope Records (UMG) | DE53 (1 Wo.)DE | — | CH28 (1 Wo.)CH | UK8 (5 Wo.)UK | US3 (16 Wo.)US | CA1 (15 Wo.)CA | Erstveröffentlichung: 2. März 2018       |
| 2018 | Love Me Now? Interscope Records (UMG)       | — | — | CH90 (1 Wo.)CH | UK18 Silber · (4 Wo.)UK | US4 (49 Wo.)US | CA4 (47 Wo.)CA | Erstveröffentlichung: 26. Oktober 2018   |
| 2020 | Daystar One Umbrella Records                | — | — | — | — | US10 (3 Wo.)US | CA6 (2 Wo.)CA | Erstveröffentlichung: 25. September 2020 |
| 2021 | Alone at Prom One Umbrella Records          | — | — | — | UK57 Silber · (2 Wo.)UK | US28 Gold · (24 Wo.)US | CA19 (6 Wo.)CA | Erstveröffentlichung: 10. Dezember 2021  |
| 2022 | Sorry 4 What One Umbrella Records           | — | — | — | UK49 (1 Wo.)UK | US10 (2 Wo.)US | CA5 (2 Wo.)CA | Erstveröffentlichung: 30. September 2022 |
| 2025 | Peterson One Umbrella Records               | — | — | — | — | US25 (1 Wo.)US | — | Erstveröffentlichung: 7. März 2025       |